# اولها تسلنکو
اولها تسلنکو (انگلیسی: Olha Teslenko؛ زادهٔ ۲۳ مهٔ ۱۹۸۱) ژیمناست هنری اهل اوکراین است.